# 오사카히가시선
오사카히가시선(일본어: おおさか東線, おおさかひがしせん)은 서일본 여객철도의 가타마치 선의 화물 지선인 조토 화물선을 개량·여객선화하여, 오사카부 오사카시 요도가와구의 신오사카역부터 야오시의 규호지역간을 여객영업할 철도 노선이다.
노선명이 결정되기 전까지는 오사카 외환상선(일본어: 大阪外環状線, おおさかそとかんじょうせん)이라는 가칭으로 불렸었다.

## 개요
스이타시 남부에서 오사카시 남동부에 걸쳐 각 주요 장소에 설치될 역의 태반으로, 오사카시 중심부에서 방사 형태로 늘어진 각 철도 노선을 연결한다. 하나텐역 ~ 규호지역 간이 2008년 3월 15일에 먼저 개업하였으며, 신오사카역 ~ 하나텐역 간은 2019년 3월 16일에 개업했다. 또,2023년 3월 18일부터는 전열차가 신오사카역에서 우메다화물선을 경유하여 오사카역의 지하홈까지 운전하고 있다.
조토 화물선을 개량하여 여객 노선화하는 작업에서 제3종 철도 사업자로 선정된 오사카 외환상철도가 시설을 보유하게 되어 서일본 여객철도는 제2종 철도 사업자로서 여객 운행을 행하는 방식을 취하고 있다. 덧붙여 오사카히가시 선으로서의 여객 영업 개시 후에도 일본화물철도가 제2종 철도 사업자로서 화물 열차를 운행한다. 덧붙여 긴키 닛폰 철도에서도 2006년 3월 26일까지 긴키 닛폰 철도 히가시오사카 선이 있었지만 3월 27일 긴키 닛폰 철도 게이한나 선으로 개칭하였다. 또 오사카히가시 선의 오사카는 한자가 아닌 히라가나를 사용하며, 영어 표기 또한 히가시를 번역하지 않고 그대로 Osaka Higashi Line을 채용히고 있다.
서일본 여객철도 어번 네트워크의 일부로 노선 색상은 블루그레이 (■이다. 선정 이유는 '선진 도시를 형상화한 은색과 서일본 여객철도의 고유색인 청색이 합쳐진 색'이다. 다카이다추오·가와치에이와·슌토쿠미치·나가세·신카미 등의 각 역은 각각 고유의 역 색상을 정하고 있다. 또한 흡연실을 설치하지 않아 전면 금연 노선이 되었다.
전 노선이 오사카 근교 구간으로 오사카의 특정도구시내 구간에 포함되어 있다. 이코카 및 제휴 교통카드의 사용이 가능하며 각 역에서 J스루 카드를 자동발매기 및 승차권을 구입하는 데 사용할 수 있다.

### 노선 정보
- 노선 거리
  - 서일본 여객철도 (제 2종 철도 사업자)·오사카 외환상철도 (제 3종 철도 사업자)
    - 영업 구간 : 신오사카 - 규호지간 20.6 km (시기노 - 하나텐간 1.6 km 포함)

  - 일본화물철도 (제 2종 철도 사업자)
    - 영업 구간 : 칸자키가와 신호장 - 쇼가쿠지 신호장간 15.4 km (시기노 - 하나텐간 1.6 km 포함)
- 궤간: 1,067mm(협궤)
- 역 수: 14
- 복선 구간: 전 구간
- 전철화 구간: 전 구간 직류 1,500 볼트
- 차단 장치: 복선 자동 폐색식
- 보안 장치: ATS-P 및 ATS-SW
- 관할 지령소 : 긴키 종합 지령소
- 영업 최고속도 : 120 km/h

## 역사
- 2008년 3월 15일: 하나텐 ~ 규호지 부분 영업 개시.
- 2019년 3월 16일: 신오사카 ~ 하나텐 부분 영업 개시.

## 운행 형태
오사카히가시 선을 경유하여 간사이 본선 (야마토지 선)·가타마치 선 (갓켄토시 선)·JR 도자이 선을 경유하는 직통 쾌속과 오사카히가시 선 내에서만 운행되는 보통 열차가 운행되고 있다.

### 직통쾌속
직통쾌속(일본어: 直通快速 조쿠쓰카이소쿠[*])은 오사카히가시 선을 경유하여 야마토지 선의 나라역과 JR 도자이 선의 아마가사키 역 간을 연결하는 열차로 아침의 나라 발 아마가사키 행과 저녁의 아마가사키 발 나라 행, 총 왕복 4편이 운전되고 있다. 나라 역 ~ 오지역 간은 각역에 정차하며, 규호지역·하나텐역·교바시에 정차하며 다시 교바시부터는 각 역에 정차한다. 오사카히가시 선에서는 모든 역을 통과한다. 223계 전동차 6000번대가 사용되었으나 혼잡도가 늘어나 207계와 321계로 모두 교체되었다.
오사카히가시 선에의 직통 쾌속의 운전에 따라 야마토지 선에서는 나라 방면에서 덴노지 방면으로 직통하는 열차가 감소되었기 때문에 가시와라역에서 시발하는 쾌속 JR 난바 행을 평일 오전 7시대에 3편 운전하여 규호지 역에서 직통 쾌속과 접속되도록 하는 것으로 운행력 공백을 최소화하고 있다. (야마토지 선#가시와라 발 쾌속 참조)
아마가사키 역 ~ 나라 역 간에는 한신 전기 철도 난바 선·긴키 닛폰 철도 나라 선을 경유하는 쾌속 급행과 경쟁한다. 덧붙여 JR 도자이 선의 각역과 하나텐 ~ 나라 역 간은 직통쾌속 이외에도 기즈역 경유의 쾌속 (구간쾌속 포함)이 다수 운전되고 있다. (가타마치 선 쾌속)

### 보통
보통 열차는 하나텐역 ~ 규호지역 간에 회차 형태로 운전하며 이 구간의 총 운행 소요 시간은 15분이다. 하루 왕복 67편, 조조와 심야 시간대를 제외하고 매시 왕복 4편이 운전되고 있다. 그러나 규호지 역에서 야마토지 선의 완급접속이 이루어지기 때문에 하나텐역과 규호지역에서의 환승이 오래 걸리는 경우가 있다. 다만 출퇴근 시간대에 가타마치 선과 야마토지 선과 오사카히가시 선의 열차 접속 대기가 많기 때문에 단시간에 환승할 수 있는 경우가 많다. 거꾸로 대낮에는 접속 대기를 하지 않는 열차가 많아 환승 시간이 길어진다.

## 차량
- 현재 사용 차량
  - 221계 - 6-8량
- 과거 사용 차량
  - 201계 - 6량
  - 207계 - 7량
  - 321계 - 7량

## 역 목록
모든 역이 오사카부에 위치한다.
| 역번호 | 역명               | 일어 역명    | 직 쾌 | 접속 노선 | 역간 거리 | 영업 거리 | 소재지                     |
| ------ | ------------------ | ------------ | ----- | --- | --------- | --------- | -------------------------- |
| JR-F02 | 신오사카           | 新大阪       | ●     | 도카이도 신칸센 산요 신칸센, 도카이도 본선(JR 교토 선),우메다화물선(오사카역(JR-F01)까지 직결 운행)),■ 오사카 메트로 미도스지선 | -         | 0.0       | 오사카시 요도가와구        |
| JR-F03 | 시로키미나미스이타 | 南吹田       | ｜    | | 2.0       | 2.0       | 스이타시                   |
|        | 간자키가와 신호장  | 神崎川信号場 | ｜    | 가타마치 선 화물 지선 | -         | 2.5       | 오사카 시 히가시요도가와구 |
| JR-F04 | JR 아와지          | JR淡路駅     | ●     | 한큐교토 본선,센리선(아와지역)                                                                                                  | 1.3       | 3.3       | 오사카 시 히가시요도가와구 |
| JR-F05 | 시로키타코엔도리   | 城北公園通   | ｜    | | 2.1       | 5.4       | 오사카시 아사히구          |
| JR-F06 | JR 노에            | JR野江       | ｜    | 게이한 본선(노에역) ■ 오사카 메트로 다니마치선 (노에우친다이역)                                                                 | 2.2       | 7.6       | 오사카시 조토구            |
| JR-F07 | 시기노             | 鴫野         | ｜    | ■ 갓켄토시 선 ■ 오사카 메트로 이마자토스지선                                                                                    | 1.8       | 9.4       | 오사카시 조토구            |
| JR-F08 | 하나텐             | 放出         | ●     | ■ 갓켄토시 선 | 1.6       | 9.4       | 오사카시 쓰루미구          |
| JR-F09 | 다카이다추오       | 高井田中央   | ｜    | ■ 오사카 메트로 주오선 (다카이다역)                                                                                             | 1.7       | 12.7      | 히가시오사카시             |
| JR-F10 | JR 가와치에이와    | JR河内永和   | ｜    | 긴키 닛폰 철도 나라 선 (가와치에이와 역)                                                                                        | 1.6       | 14.3      | 히가시오사카시             |
| JR-F11 | JR 슌토쿠미치      | JR俊徳道     | ｜    | 긴키 닛폰 철도 오사카 선 (슌토쿠미치 역)                                                                                        | 0.6       | 14.9      | 히가시오사카시             |
| JR-F12 | JR 나가세          | JR長瀬       | ｜    | | 1.0       | 15.9      | 히가시오사카시             |
| JR-F13 | 기즈리카미키타     | 衣摺加美北   | ｜    | | 1.3       | 17.2      | 히가시오사카시             |
|        | 쇼가쿠지 신호장    | 正覚寺信号場 | ｜    | 가타마치 선 화물 지선 | -         | 17.9      | 오사카 시 히라노구         |
| JR-F14 | 신카미             | 新加美       | ｜    | | 1.4       | 18.6      | 오사카 시 히라노구         |
| JR-F15 | 규호지             | 久宝寺       | ●     | ■ 야마토지 선 | 1.6       | 20.2      | 야오시                     |

## 같이 보기
- 무사시노선
- 아이치 환상 철도선